# 長興國際
長興國際（集團）控股有限公司，簡稱長興國際，（英語：Evergreen International Holdings Limited），在2010年11月4日於香港交易所上市，現時主席為陳育明。
長興國際主要在中國從事男士服飾企業及品牌運營，擁有及管理兩個品牌，分別是「迪萊」和「鐵獅丹頓」。其中「鐵獅丹頓」品牌定位於中高檔時尚休閑男裝市場；「迪萊」品牌定位於35至50歲富裕人士，提供商務正裝及商務休閑服飾以及配飾。於2008年初，長興國際更開始擔任於中國指定卡地亞店舖的卡地亞配飾授權經銷商。總部位於香港尖沙咀東科學館道9號新東海商業大廈13樓1305-1307室。

## 連結
- （页面存档备份，存于）

1. ↑  .   [2017-06-14]. （原始内容存档于2017-08-14）.
2. ↑  .   [2017-06-14]. （原始内容存档于2017-08-14）.